# Eusideroxylon zwageri
Eusideroxylon zwageri là loài duy nhất của chi Eusideroxylon. Trong tiếng Pháp, nó được gọi là: Bois de fer; trong tiếng Đức là: Borneo Eisenholz và trong tiếng Anh là Bornean ironwood, billian, ulin.
Nó là loài bản địa của Brunei; Flores, Java, Kalimantan và Sumatra ở Indonesia; các bang Sabah và Sarawak của Malaysia; và quần đảo Sulu của Philippines. Loài này hiện đang bị đe dọa vì mất môi trường sống.
Chính quyền Indonesia và chính quyền bang Sarawak đã chính thức cấm xuất khảu gỗ của loài này. Buôn lậu gỗ vẫn tiếp tục là một vấn đề lớn.
Eusideroxylon zwageri sinh sống thưa thớt hay thành cụm trong các khu rừng nguyên sinh và thứ sinh vùng đất thấp, ở cao độ tới 625m. Nó ưa các loại đất thoát nước tốt, từ đất cát tới đất cát pha sét, đôi khi trên đất đá vôi. Nó thường được tìm thấy dọc theo các con sông và vùng đồi núi cận kề. Nó cần lượng mưa hàng năm 2.500–4.000 mm.
Loài cây gỗ rất quan trọng này cung cấp một trong những loại gỗ bền nhất và nặng nhất trên thế giới. HIện nay nó bị đe dọa do khai thác quá mức, thiếu nguồn tái sinh và các khó khăn trong gieo trồng.

## Mô tả
Eusideroxylon zwageri là loài cây gỗ cao thường xanh nhưng lớn chậm (0,5 m mỗi năm) với thân cây thẳng (thường là cây chủ cho Cassytha, một loại dây leo ký sinh với lá suy giảm thành vảy, leo tới nửa chiều cao thân cây). Nó hơi có rãnh ở gốc, đường kính lên đến 150–220 cm. Thân cây có nhiều rễ bạnh nhỏ, tròn tạo ra bề ngoài của phần gốc cây giống như "chân voi". Các cây riêng lẻ có thể sống tới trên 1.000 năm tuổi. Những cây có thể khai thác thương mại thông thường đạt chiều cao từ 30 m (100 ft) trở lên với đường kính thân của những cây có thể khai thác lên đến 92 cm (36 inch). Các cây được bảo vệ là những cây khổng lồ cao chót vót trong rừng với chiều cao lên tới 50 mét và đường kính 220 cm - mặc dù chiều cao thường xuyên bị giảm do sét đánh. Một cây ulin phát hiện năm 1993 trong vườn quốc gia Kutai là một trong những cây lớn nhất ở Indonesia. Người ta ước tính nó 1.000 năm tuổi, và đã tăng đường kính từ 2,41 lên thành 2,47 m trong 20 năm kể từ khi được phát hiện. Tuy nhiên, chiều cao của nó lại giảm từ khoảng 30 m xuống chỉ còn 20 m sau khi bị sét đánh. Một cây khác tại Sangkimah ở phía tây vườn quốc gia này có đường kính 2,25 m và cao khoảng 45 m.

## Môi trường sống
Cây giống con của Eusideroxylon zwageri cần mức độ bóng râm nhất định, trong khi các cây già hơn cần nhiều ánh sáng. Nó có thể được tìm thấy trong các thung lũng, trên các sườn đồi và thậm chí trên các sống núi thấp khi độ ẩm của đất đủ ở các cao độ từ sát mực nước biển đến 625 m. Thể tích gỗ của cây có đường kính trên 50 cm có thể lên tới 90–112 m³.

## Lâm nghiệp
Eusideroxylon zwageri có tốc độ tăng trưởng bán kính trung bình rất chậm, chỉ khoảng 0,058 cm mỗi năm. Là loài cây tầng tán trong rừng nguyên sinh, nó được coi là không thích hợp để trồng quy mô lớn do sinh trưởng chậm và việc cung cấp hạt giống và cây con là không đầy đủ. Chọn cây thủ công trong các khu rừng tự nhiên là phổ biến.